# ناحیه آتیکا، میشیگان
ناحیه آتیکا (به انگلیسی: Attica Township) یک منطقهٔ مسکونی در ایالات متحده آمریکا است که در شهرستان لپیر، میشیگان واقع شده‌است.
 ناحیه آتیکا ۹۳٫۹ کیلومتر مربع مساحت و ۴٬۷۵۵ نفر جمعیت دارد و ۲۶۸ متر بالاتر از سطح دریا واقع شده‌است.